# Tigaki
Tigaki (Grieks: Τιγκάκι) is een dorp in de deelgemeente (dimotiki enotita) Dikaio van de fusiegemeente (dimos) Kos, in de Griekse bestuurlijke regio (periferia) Zuid-Egeïsche Eilanden. In 2001 telde het dorp 226 inwoners.
Tigaki ligt aan de noordkust van het eiland, ten oosten van Marmari en circa 10 kilometer van de hoofdplaats Kos vandaan. Ten westen van Tagiki ligt het zoutmeer Alyki, waar vroeger tot 1000 ton zout uit gewonnen werd. Tegenwoordig is het een recreatie- en natuurplas, waar onder andere flamingo's in verblijven. In Tigaki zijn veel restaurants, hotels en appartementencomplexen gevestigd.

## Panorama

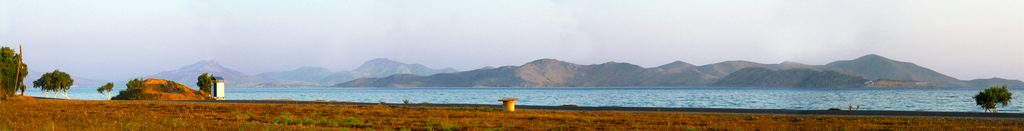
Panorama vanaf Tigaki op de zee.